# Rhyacia
Rhyacia is een geslacht van vlinders van de familie Uilen (Noctuidae), uit de onderfamilie Noctuinae.

## Soorten
- R. acronycta Rebel, 1907
- R. achtalensis Kozhanchikov, 1930
- R. afghanidia Boursin, 1968
- R. arenacea (Hampson, 1907)
- R. caradrinoides (Staudinger, 1897)
- R. decorata Staudinger, 1881
- R. diplogramma Hampson, 1903
- R. electra Staudinger, 1888
- R. hampsoni Bang-Haas, 1910
- R. helvetina (Boisduval, 1833)
- R. homichlodes Boursin, 1954
- R. ignobilis Staudinger, 1888
- R. junonia (Staudinger, 1881)
- R. ledereri Erschoff, 1870
- R. lucipeta

Grote bruine grasuil (Denis & Schiffermüller, 1775)
- R. mirabilis Boursin, 1954
- R. musculus Staudinger, 1889
- R. nyctymerides (O. Bang-Haas, 1922)
- R. nyctymerina Staudinger, 1888

- R. oreas Püngeler, 1904
- R. oxytheca Boursin, 1957
- R. pretiosa Alphéraky, 1892
- R. pronycta Hampson, 1903
- R. psammia Püngeler, 1906
- R. quadrangula (Zetterstedt, 1839)
- R. roseoflava Corti, 1933
- R. scythropa Boursin, 1963
- R. similis Staudinger, 1881
- R. simulans

Bruine grasuil (Denis & Schiffermüller, 1775)
- R. subdecora Staudinger, 1888
- R. tenera Hampson, 1911